# Apteronotus galvisi
Apteronotus galvisi is een straalvinnige vissensoort uit de familie van de staartvinmesalen (Apteronotidae). De wetenschappelijke naam van de soort is voor het eerst geldig gepubliceerd in 2007 door de Santana, Maldonado-Ocampo & Crampton.

## Verspreidingsgebied
De soort is gevonden in de Meta in Colombia.